# Рогоза (Хоче-Сливниця)
Рогоза (словен. Rogoza) — поселення в общині Хоче-Сливниця, Подравський регіон‎, Словенія.